# Картала (квартал на Велико Търново)
Вижте пояснителната страница за други значения на Картала.
„Картала“ е съвременен квартал на Велико Търново.
Кварталът има детска градина и два парка за отмора. Инфраструктурата във вътрешността на квартала подсказва, че във времето тук се е застроявало на парче и улиците са направени едва след появата на жилищните сгради.
Много протести в последните години предизвика идеята да бъде застроена боровата гора до “Картала”. Хората в района не веднъж изразяваха гражданското си недоволство от унищожаването ѝ. Инвеститорите уверяват, че строежите няма да нарушат екоравновесието в района.

## История
През XIX век в източната част на връх Картала е съществувало турско укрепление (табия) с неправилна форма и ориентировъчни размери 190х70 м. През 80-те години на XX век, района приема статут на лесопарк „Картала“ с обща площ 136,8 хектара, като на територията му е едно от най-старите насаждения от черен бор. По това време местността се оформя като едно от любимите места на жителите на съседните квартали на града за краткотрайни излети и отдих сред природата. От 1981 г. районът е обявен за дендрариум. В периода от 1980 до 1989 година са построени 19 жилищни сгради с височина от 4 – 8 етажа.